# 扳机

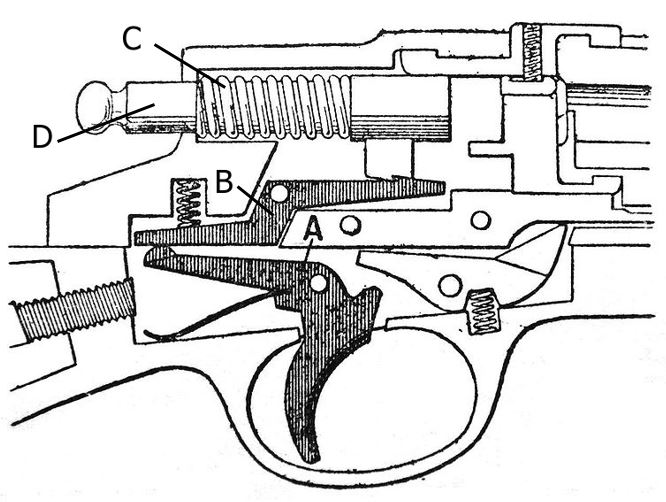
栓动步枪的扳机构造

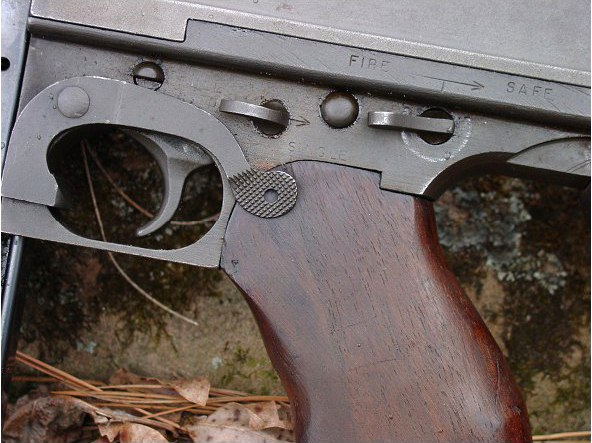
汤姆森冲锋枪的扳机

扳机（英語：trigger）是一种用来引发机械运作的执行器机构，通常用于各类枪械（火器和气枪）上，也可以用于弩和鱼枪等构造相似的远射武器以及各类喷嘴、电子开关和陷阱等其它非枪械设计上。枪械通常使用手指（绝大多数情况下用食指，少数情况下用拇指）去按压一个杠杆机制，用很小的施力去释放预先储蓄的更大的机械能。
英文的“trigger”一词来源于近代早期荷兰语的trekker一词，意为“牵引物”，引申意为“拉柄”。

## 功能
枪械使用扳机来启动整个击针撞击子弹底火并引燃火药发射弹头（即“击发”）的过程。通常的设计是枪机内的弹簧在射击前会被预先压缩，与弹簧相连的击锤或击铁则被与扳机中的阻铁（sear）扣住（即所谓的“压扣” cocking）。当使用者的手指扳动扳机时，阻铁对枪机的限制被解除，使得受压弹簧储蓄的弹性势能被释放，驱使击铁或（击锤敲击）击针向前快速移动撞击底火。气枪的扳机与火器类枪械在功能上基本相同，区别在于最终效果不是引发化学反应而是释放压缩气体（气动类气枪是用击锤撞击气瓶的阀门，而弹簧类气枪则是释放气泵的活塞）。在多管旋转式枪械和“金属风暴”等特种枪械上，扳机则是一个用来启动电动机运作或电子打火的开关。

## 拉扣过程
按压扳机的过程可以被分为三个过程：
1. 预压行程（takeup或pretravel）：在阻铁发生动作前扳机的运动
  - 单级式（single-stage）：俗称“一道火”，指预压行程并没有明显阻力
  - 双级式（two-stage）：俗称“二道火”，指预压行程有明显的、但小于扣动扳机所需力度的过渡阻力，来让使用者“逐步适应”扣动扳机时的阻力
2. 扣动（break）：阻铁发生动作、阻力瞬间消失时扳机的运动。扳机被扣动前使用者的手指需要克服的最大阻力被叫做拉重（pull weight）
3. 过量行程（overtravel）：也称“顺势行程”（follow-through），在阻铁已释放后的扳机运动范围，用来缓动扳机扣动时手指可能产生的不自主颤动

在半自动枪械上，让阻铁重新进入压扣待发状态所需的扳机松开运动则被称为重置（reset）。

## 类别
扳机是枪械火控组件（fire control group）的一部分。除了释放击锤/击铁的主要功能外，有些扳机还可以负责压扣击锤弹簧、旋转弹巢、控制枪机循环状态或调整压扣阻力等附加功能。扳机的设计通常取决于枪械的构造类别和使用需求。

### 单动式
单动式扳机（single-action trigger, 简称SA）是最早出现、也是构造最简单的一种扳机。之所以叫做“单动”是因为其唯一功能是释放击锤/击铁，不负责其它任何动作，在射击前必须依赖其他机制（手动操作，或利用前次射击的后坐力或燃气）压扣枪机弹簧。在19世纪中叶双动式扳机被发明之前，单动式是唯一的扳机类型。几乎所有的手动步枪和霰弹枪都使用单动式扳机，而现今“单动”和“双动”的概念通常只被用来形容连发手枪（左轮手枪和半自动手枪）的扳机。

### 双动式
双动式扳机（double-action trigger）也称纯双动式（double-action only，简称DAO），指的是扳机被扣动时会先后完成压扣和击发两个功能。双动式扳机分为两种：一种完全没有内置阻铁机制，在扣动时会压扣击发一气呵成；另一种则没有可以让使用者手动压扣击锤的外置设计，只能依赖扳机的链接机构进行操作。相比需要预先压扣的单动式，双动式扳机只需扣动扳机就可以射击，使用比较简单，但因为只能通过手指对扳机杆施力来扣压枪机弹簧，所以扳机的拉重也很大。

### 双动/单动式
双动/单动式扳机（double-action/single-action trigger，简称DA/SA） 结合了单动式和双动式的操作特点，可以预先手动压扣击锤也可以完全依靠扣动扳机进行射击。因为这种混合设计一向在市面上比纯双动式更常见，也被俗称为“传统双动式”（traditional double-action，简称TDA）.

### 
松发式扳机 （release trigger）是指不在压动扳机时、而是在松开扳机时释放击锤/击铁的设计 。这种扳机只在飞碟射击项目中的霰弹枪上能够见到。

### 双向式
双向式扳机（binary trigger）是指扣动和释放动作都能引发射击的特殊扳机设计。目前只在AR-15和10/22类的半自动步枪上出现过，目的在于提高射速。

### 设定式
设定式扳机（set trigger）是一种可以让使用者预先“设定”并大大降低扳机拉重，从而减少人为颤抖并优化射击精度的特种扳机设计，分为单设式和双设式两种。
- 单设式扳机（single set trigger）只有一个扳机杆，可以像普通扳机一样直接扣动，也可以（通常用向前推动）进行预先“设定”减少拉重。
- 双设式扳机（double set trigger）有两个分离的扳机杆，一个进行预设，一个进行击发。而根据是否一定要先设定再扣发，又可以分成单段（single phase）和双段（double phase）两种[3]：
  - 双设单段（double set, single phase）：必须先扣动设定杆、再扣动击发杆才能正常操作，否则不会击发
  - 双设双段（double set, double phase）：如先扣动设定杆即进行设定操作；如不扣动设定杆则像普通扳机一样操作

### 预设式
预设式扳机（pre-set trigger）专指半自动手枪中击锤和击铁在子弹上膛后处于“半压扣”位置的设计，其中使用击铁的设计也被称为击针平移式或击铁击发式（striker-fire，简称SFA）。扳机在被扣动时会完成剩余的压扣过程并随后跟进释放击锤/击铁进行射击，虽然从技术角度上算是双动（其实相当于“单个半”），但操作上与无外置击锤的单动式相似（在射击第一发前必须预先手动后拉套筒才能压扣枪机），但比单动式的安全性好，并比双动式设计的扳机拉重轻。预设击铁式设计比较著名的例子有格洛克手枪、史威M&P、春田XDS、FN FNS系列、CZ P-10系列和儒格SR系列等；而预设击锤式设计的著名例子有Kel-Tec P-32和儒格LCP等。

#### 混合预设式
混合预设式扳机（pre-set hybrid trigger）相当于双动/单动式反过来——普通的扣动扳机会完成双动操作，但如果子弹没被击发，使用者可以再次扣动扳机重新进行纯双动击发，或手动后拉套筒退弹并压扣击锤/击铁然后进行单动击发。这种设计的优势是允许使用者直接尝试将之前未能击发的子弹重新射出，减少弹药浪费并且比手动拉套筒迅捷；缺点是如果遇到的是完全没可能击发的哑弹，让使用者养成尝试扣扳机重新击发的习惯只会浪费时间和战术机会。比较著名的例子是金牛座PT 24/7 Pro和瓦尔特P99 AS。

### 可变式

#### 双弯式

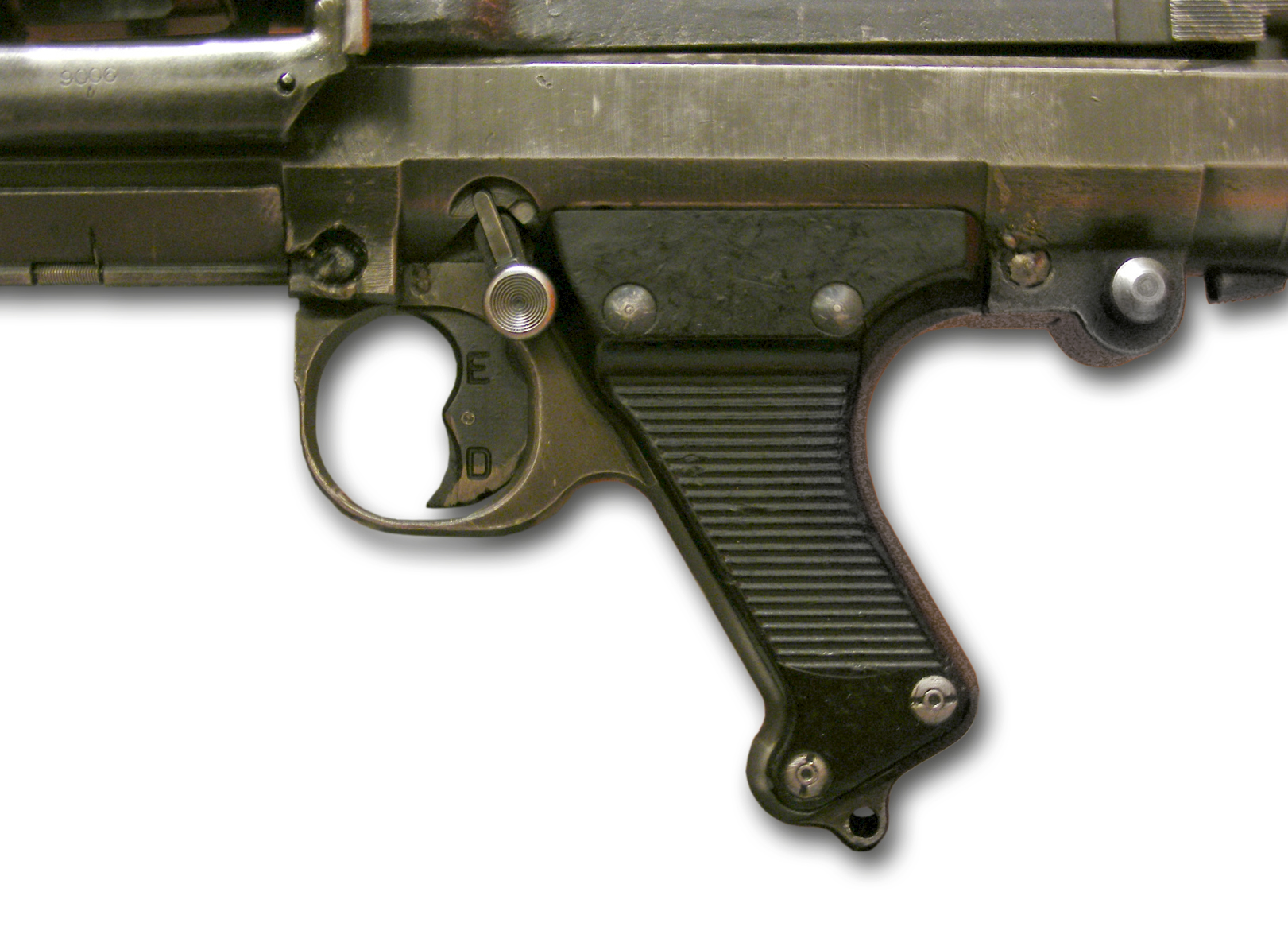
MG34通用机枪上的双弯式扳机

双弯式扳机（double-crescent trigger）可以在没有安装快慢机（selector）的情况下获得选发射击的功能。与普通扳机只有单一弧度的外形不同，双弯式扳机有上下两个凹弧，按压上侧凹弯会进行半自动射击，按压下侧凹弯会进行全自动射击。儘管曾被認為是一種具創新性的設計，双弯式扳机本身較複雜的結構令它並沒有流行了多久便近乎絕跡。比较著名的例子是MG 34、Kg m/40、M1946西格自动步枪和恒星Z-62/70。

#### 渐进式/分级式
渐进式扳机（progressive trigger）或分级式扳机（staged trigger）可以根据被按压的程度来调整射击速度，通常是轻压单发、重压连发。比较著名的例子是FN P90、杰迪玛蒂克、CZ 25、PM-63、BXP、F1衝鋒槍、维涅龙、Spz-kr和斯泰尔AUG。